# Jack the Ripper (film fra 1959)
 For alternative betydninger, se Jack the Ripper (flertydig). (Se også artikler, som begynder med Jack the Ripper)
Jack the Ripper er en britisk film fra 1959, produceret og instrueret af Monty Berman og Robert S. Baker, og er løseligt baseret på Leonard Matters teori om, at the Ripper var en hævnende læge.
I denne sorte og hvide film medvirkede Lee Patterson , Eddie Byrne , Betty McDowall, John Le Mesurier, og Ewen Solon.

## Handling
I 1888 er Jack the Ripper på hans killing spree. Scotland Yard Inspector O'Neill (Byrne) er glad for et besøg fra hans gamle ven New York City detektiv Sam Lowry (Patterson), der indvilliger i at hjælpe med undersøgelsen. Sam bliver tiltrukket af en moderne kvinde Anne Ford (McDowall), men hendes værge, Dr. Tranter (Solon) godkender ikke dette. Politiet kommer langsomt tætter på morderen og dennes identitet bliver afsløret, og morderen møder en hæslig ende.